# Sergio Ferrari (Fußballspieler)
Sergio Ferrari (* 17. September 1943 in Oggiono; † 2. April 2016 in Lecco) war ein italienischer Fußballspieler.

## Sportlicher Werdegang
Ferrari rückte 1962 nach dem Abstieg von Calcio Lecco aus der Serie A in die Wettkampfmannschaft auf. 1966 gelang ihm mit dem Klub der Wiederaufstieg, dem jedoch nach nur einer Spielzeit der erneute Abstieg folgte. Daraufhin wechselte er nach 69 Spielen, in denen er drei Tore erzielt hatte, innerhalb der höchsten italienischen Spielklasse zur AS Rom. Hier lief er in den folgenden zwei Jahren in 41 Ligaspielen auf, dabei war ihm ein Treffer vergönnt. 1969 gewann er unter Trainer Helenio Herrera an der Seite von Spielern wie Joaquín Peiró, Fabio Capello, Renato Cappellini, Sergio Santarini und Luciano Spinosi die zum Abschluss in einer Vierer-Finalrunde ausgetragene Coppa Italia.
1969 wechselte Ferrari zu Hellas Verona, wo er drei Jahre gegen den Abstieg spielte. 1972 wechselte er in die Serie B zur US Catanzaro. 1974 zog er innerhalb der zweiten Liga zu Novara Calcio weiter, 1977 belegte er mit dem Verein einen Abstiegsplatz. Später ließ er bei der US Alessandria Calcio seine Laufbahn in der Serie C ausklingen.